# علیرضاآباد
علیرضاآباد ، روستایی از توابع بخش مرکزی شهرستان بوئین‌زهرا در استان قزوین ایران است.

## جمعیت
این روستا در دهستان زهرای بالا قرار دارد و براساس سرشماری مرکز آمار ایران در سال ۱۳۸۵، جمعیت آن زیر سه خانوار بوده‌است.
این روستا هم‌اکنون خالی از سکنه و تنها ویرانه‌هایی از آن باقی مانده است.
این روستا سالیان سال محل کشاورزی خانواده خواجه وند بوده است.